# خط المشترك الرقمي عالي السرعة
خط المشترك الرقمي عالي السرعة (بالإنجليزية: Very high-speed digital subscriber line)‏ وخط المشترك الرقمي عالي السرعة 2 (بالإنجليزية: 2 Very high-speed digital subscriber line)‏ هي تقنيات خط مشترك رقمي توفر نقل البيانات بشكل أسرع من المعايير السابقة لخط المشترك الرقمي غير المتناظر.
توفر الخدمة سرعات تصل إلى 52 ميجابت/ثانية للتحميل و 16 ميجابت/ثانية للرفع، على كبل مزدوج مجدول من الأسلاك النحاسية الملتوية باستخدام نطاق التردد من 25 كيلو هرتز إلى 12 ميجا هرتز. تعني هذه المعدلات أن خط المشترك الرقمي عالي السرعة قادر على دعم تطبيقات مثل التلفزيون عالي الدقة، وكذلك خدمات الهاتف (نقل الصوت باستعمال بروتوكول الإنترنت) والوصول للإنترنت، عبر اتصال واحد.
تستخدم أنظمة الجيل الثاني ترددات تصل إلى 30 ميجاهرتز لتوفير معدلات بيانات تتجاوز 100 ميجابت/ثانية في نفس الوقت للرفع والتحميل. يتم الوصول إلى الحد الأقصى لمعدل البت المتاح في نطاق يبلغ حوالي 300 متر (980 قدمًا)؛ يتدهور الأداء مع زيادة توهين الدائرة المغلقة.